# Bovel
Bovel település Franciaországban, Ille-et-Vilaine megyében. Lakosainak száma 600 fő (2022. január 1.). Bovel Baulon, La Chapelle-Bouëxic, Maxent és Val d'Anast községekkel határos.

## Népesség
A település népességének változása:
| Lakosok száma | 388  | 303  | 312  | 499  | 595  | 600  | 605  | 598  | 595  | 600  |
|               | 1968 | 1982 | 1990 | 2006 | 2013 | 2015 | 2017 | 2019 | 2020 | 2022 |